# أليكس مونرو (لاعب كرة قدم)
أليكس مونرو (بالإنجليزية: Alex Munro)‏ (6 أبريل 1912 - 29 أغسطس 1986) هو لاعب كرة قدم بريطاني (وحمل سابقاً جنسية المملكة المتحدة لبريطانيا العظمى وأيرلندا) في مركز جناح ‏. شارك مع منتخب اسكتلندا لكرة القدم. أما مع النوادي، فقد لعب مع نادي بلاكبول وهارت أوف ميدلوثيان وNewtongrange Star F.C. ‏ وBo'ness F.C. ‏.

## وصلات خارجية
- أليكس مونرو على موقع الاتحاد الإسكتلندي (الإنجليزية)
- أليكس مونرو على موقع قاعدة بيانات كرة القدم.إي يو (الإنجليزية)
- أليكس مونرو على موقع قاعدة بيانات كرة القدم.إي يو (الإنجليزية)
- أليكس مونرو على موقع Soccerbase.com (لاعب) (الإنجليزية)